# Plaza de Cibeles
Plaza de Cibeles er en plads i Madrid, der er blevet et symbol på byen. Pladsen har et nyklassicistisk kompleks af marmorskulpturer med springvand, og den ligger i krydset mellem de tre store gader Calle de Alcalá (øst-vestlig retning), Paseo de Recoletos (mod nord) og Paseo del Prado (mod syd). Pladsen hed oprindeligt Plaza de Madrid, men i 1900 ændrede byrådet det til Plaza de Castelar, som senere er blevet til det nuværende navn. 
Omkring pladsen dominerer især fire store bygninger: Banco de España, Palacio de Buenavista, Palacio de Linares og Palacio de Cibeles. Disse ligger i fire forskellige bydele i tre forskellige distrikter: Centro, Retiro og Salamanca.
40°25′09″N 3°41′35″V / 40.4192°N 3.6931°V